# Harlan Devore
Harlan Devore (...) è un astronomo amatoriale statunitense, di professione docente.
È uno dei docenti selezionati dal NOAO per poter usufruire di finestre di osservazione del telescopio spaziale Spitzer.
Il Minor Planet Center lo accredita per la scoperta dell'asteroide 231486 Capefearrock, effettuata il 3 agosto 2008 in collaborazione con Robert Holmes.